# Time (álbum de Fleetwood Mac)
Time es el décimo sexto álbum de estudio de la banda británica de rock Fleetwood Mac, publicado en 1995 por el sello Warner Bros. Es el primer y único disco de la vocalista Bekka Bramlett y del guitarrista Dave Mason, fundador de Traffic, luego de la salida de Stevie Nicks y Rick Vito a mediados de 1991.
Es el trabajo de estudio menos vendido del grupo y a su vez menos exitoso en las listas globales ya que solo entró en tres listas europeas, entre ellas en el Reino Unido donde obtuvo el puesto 47, el más bajo hasta ese entonces para un álbum de ellos en ese país. Para promocionarlo, fue lanzado el tema «I Do» como sencillo sin mayor repercusión en los mercados musicales.

## Lista de canciones
| N.º | Título                                | Escritor(es)                                   | Duración |  |
| 1.  | «Talkin' to My Heart»                 | Burnette, Deborah Allen, Rafe VanHoy           | 4:54     |  |
| 2.  | «Hollywood (Some Other Kind of Town)» | C. McVie, Eddy Quintela                        | 5:43     |  |
| 3.  | «Blow by Blow»                        | Mason, John Cesario, Mark Holden               | 4:24     |  |
| 4.  | «Winds of Change»                     | Kit Hain                                       | 4:26     |  |
| 5.  | «I Do»                                | C. McVie, Quintela                             | 4:25     |  |
| 6.  | «Nothing Without You»                 | Delaney Bramlett, Bekka Bramlett, Doug Gilmore | 3:06     |  |
| 7.  | «Dreamin' the Dream»                  | Burnette, B. Bramlett                          | 3:43     |  |
| 8.  | «Sooner or Later»                     | C. McVie, Quintela                             | 5:40     |  |
| 9.  | «I Wonder Why»                        | Mason, Franke Previte, Tom Fuler               | 4:28     |  |
| 10. | «Nights in Estoril»                   | C. McVie, Quintela                             | 4:45     |  |
| 11. | «I Got it in for You»                 | Burnette, Allen                                | 4:08     |  |
| 12. | «All Over Again»                      | C. McVie, Quintela                             | 3:32     |  |
| 13. | «These Strange Times»                 | Fleetwood, Ray Kennedy                         | 7:04     |  |

## Músicos
- Bekka Bramlett: voz
- Christine McVie: teclados y voz
- Dave Mason: guitarra
- Billy Burnette: guitarra y voz
- John McVie: bajo
- Mick Fleetwood: batería